# Saint-Julien-en-Saint-Alban

Saint-Julien-en-Saint-Alban este o comună în departamentul Ardèche din sud-estul Franței. În 1 ianuarie 2022 avea o populație de 1.464 de locuitori.